# رينيه لاكوست
رينيه لاكوست (بالفرنسية: René Lacoste)‏ مواليد 2 يوليو 1904 في باريس - الوفاة 12 أكتوبر 1996 في فرنسا، كان لاعب كرة مضرب فرنسي وكان يلعب باليد اليمنى، اعتزل اللعب في 1932. سبق أن كان المصنف الأول عالمياً. كما أنه أحد أبطال الجراند سلام. سبق أن شارك في دورة الألعاب الأولمبية الصيفية.

## بطولات حققها
- بطولة ويمبلدون

## النهائيات

### الفردي: 10 (الألقاب 7, الوصافة 3)
| الحصيلة | السنة | البطولة                   | المنافس في النهائي | النتيجة في النهائي       |
| ------- | ----- | ------------------------- | ------------------ | ------------------------ |
| الوصافة | 1924  | ويمبلدون                  | جان بورترا         | 1–6, 6–3, 1–6, 6–3, 4–6  |
| الفوز   | 1925  | البطولة الفرنسية          | جان بورترا         | 7–5, 6–1, 6–4            |
| الفوز   | 1925  | ويمبلدون                  | جان بورترا         | 6–3, 6–3, 4–6, 8–6       |
| الوصافة | 1926  | البطولة الفرنسية          | هنري كوشيه         | 2–6, 4–6, 3–6            |
| الفوز   | 1926  | البطولة الوطنية الأمريكية | جان بورترا         | 6–4, 6–0, 6–4            |
| الفوز   | 1927  | البطولة الفرنسية          | بيل تيلدن          | 6–4, 4–6, 5–7, 6–3, 11–9 |
| الفوز   | 1927  | البطولة الوطنية الأمريكية | بيل تيلدن          | 11–9, 6–3, 11–9          |
| الوصافة | 1928  | البطولة الفرنسية          | هنري كوشيه         | 7–5, 3–6, 1–6, 3–6       |
| الفوز   | 1928  | ويمبلدون                  | هنري كوشيه         | 6–1, 4–6, 6–4, 6–2       |
| الفوز   | 1929  | البطولة الفرنسية          | جان بورترا         | 6–3, 2–6, 6–0, 2–6, 8–6  |

## الخط الزمني للفردي
مفتاح
| ف | ن | ن.ن | ر.ن | د# | د.م | ل | أ.أ | ت | غ | ب | ف | ذ | م.خ | ل.ت |

(ف) فاز بالبطولة (ن) وصل النهائي (ن.ن) نصف النهائي (ر.ن) ربع النهائي (د#) الأدوار الأربعة الأولى (د.م) دور المجموعات (ل) شارك في كأس ديفيز (أ.أ) خرج من الأدوار الاولى (ت) خسر التصفيات التأهيلية (غ) غاب عن الحدث أو البطولة (ب) حصل على ميدالية برونزية (ف) حصل على ميدالية فضية (ذ) حصل على ميدالية ذهبية (م.خ) بطولة الماسترز خُفضت إلى مرتبة أقل (ل.ت) البطولة لم تعقد في السنة المعينة.
لتجنب الارتباك وازدواجية الحساب، يتم تحديث هذه المعلومات إما في نهاية البطولة، أو عندما تكون مشاركة اللاعب في البطولة قد انتهت.
| الدورة             | 1922  | 1923  | 1924  | 1925  | 1926  | 1927  | 1928  | 1929  | 1930  | 1931  | 1932  | إجمالي ف/م |
| ------------------ | ----- | ----- | ----- | ----- | ----- | ----- | ----- | ----- | ----- | ----- | ----- | ---------- |
| البطولة الأسترالية | غ     | غ     | غ     | غ     | غ     | غ     | غ     | غ     | غ     | غ     | غ     | 0 / 0      |
| البطولة الفرنسية1  | غ     | غ     | ل.ت   | ف     | ن     | ف     | ن     | ف     | غ     | غ     | د4    | 3 / 6      |
| بطولة ويمبلدون     | د1    | د4    | ن     | ف     | غ     | ن.ن   | ف     | غ     | غ     | غ     | غ     | 2 / 6      |
| البطولة الأمريكية  | غ     | د2    | ر.ن   | ر.ن   | ف     | ف     | غ     | غ     | غ     | غ     | غ     | 2 / 5      |
| م.ف                | 0 / 1 | 0 / 2 | 0 / 2 | 2 / 3 | 1 / 2 | 2 / 3 | 1 / 2 | 1 / 1 | 0 / 0 | 0 / 0 | 0 / 1 | 7 / 17     |

- إجمالي ف / م = إجمالي الفوز والمشاركة

## الميداليات
| الميدالية | المسابقة                       |
| --------- | ------------------------------ |
| برونزية   | الألعاب الأولمبية الصيفية 1924 |

## وصلات خارجية
- رينيه لاكوست على موقع الموسوعة البريطانية (الإنجليزية)
- رينيه لاكوست على موقع مونزينجر (الألمانية)
- رينيه لاكوست على موقع رابطة محترفي التنس (الإنجليزية)
- رينيه لاكوست على موقع الاتحاد الدولي لكرة المضرب (الإنجليزية)
- رينيه لاكوست على موقع كأس ديفيز (الإنجليزية)
- رينيه لاكوست على موقع قاعة مشاهير كرة المضرب الدولية (الإنجليزية)
- رينيه لاكوست على موقع بطولة ويمبلدون (الإنجليزية)
- رينيه لاكوست على موقع خلاصة التنس.كوم (الإنجليزية)
- رينيه لاكوست على موقع اللجنة الأولمبية الدولية (الإنجليزية)
- رينيه لاكوست على موقع أوليمبيديا (الإنجليزية)

- الموقع الرسمي